# ジュエリーフォンド
株式会社ジュエリーフォンド（Jewelry FOND Co,.Ltd.）は、日本の宝飾品製造・販売会社。

## 概要
1981年創業。直営店舗を極力置かず、提携店の開拓や個別セールスを中心に業務展開する。宝石業では先行する三貴がバブル崩壊後に業績悪化したのを尻目に、2005年には売上高100億円に回復し、六本木ヒルズに支社を開設するなど気をはいていたが、近年の不況により本社ビル売却や支社閉鎖、社員削減などで事業のスリム化をすすめている。

## 主な展開ブランド
- クラシカル カコ（Classical Ca,Co.） - 自社製造・加工による宝石、貴金属コレクション
- クレール ド フォンド（CLAIR de FOND） - プリザーブドフラワー
- フォンド インターナショナル ギャラリー（FOND International Gallery） - インポート中心のコレクション

## 直営店
- 大手町店
- 大阪心斎橋店
- 福岡天神店
- クレール ド フォンド 銀座店
- クラシカル カコ 帝国ホテルプラザ店
- フォンド インターナショナル ギャラリー 帝国ホテルプラザ店
- クレール ド フォンド 丸の内店

## 支社・事業所
- 仙台支社
- 大阪支社
- 名古屋支社
- 福岡支社
- 広島支社

## その他
老舗のクイズ番組アタック25（テレビ朝日系列）に商品提供をしている。ほかにやじうまワイド（テレビ朝日）、こたえてちょーだい!（フジテレビ）にもスポンサー参加、商品提供を行っている。